# Elizabeth Schuyler Hamilton
Elizabeth Hamilton (de soltera Schuyler; 9 de agosto de 1757 - 9 de noviembre de 1854), a veces llamada "Eliza" o "Betsey", fue cofundadora y directora delegada del primer orfanato privado de Nueva York (Estados Unidos). Se casó con el padre fundador Alexander Hamilton.

## Infancia y familia
Elizabeth nació en Albany, Fue la segunda hija de Philip Schuyler, un general revolucionario, y Catherine Van Rensselaer Schuyler. Los Van Rensselaer de la Manor de Rensselaerswyck eran una de las familias más ricas y políticamente influyentes en el estado de Nueva York. Tuvo siete hermanos que vivieron hasta la edad adulta, incluyendo Angelica Schuyler Church, Margarita Schuyler Van Rensselaer y 12 hermanos en total
Su familia estaba entre los ricos terratenientes holandeses que se asentaron alrededor de Albany a mediados del siglo XVII, y tanto su madre como su padre procedían de familias ricas y bien consideradas. Como muchos terratenientes de la época, Philip Schuyler era propietario de esclavos, y Eliza habría crecido en un entorno esclavista. A pesar de la inquietud por la Guerra franco-india, en la que su padre sirvió y que se combatió, en parte, muy cerca del hogar de su infancia, la niñez de Eliza pasó cómodamente, aprendiendo de su madre a leer y coser.
Como la mayor parte de las familias holandesas de la zona, la suya pertenecía a la iglesia reformada holandesa de Albany, que todavía pervive, aunque el edificio original de 1715 donde fue bautizada Elizabeth y acudía a misa fue demolida en 1806. Su educación instiló en ella una fuerte e inquebrantable fe que conservaría a lo largo de su vida.
Cuando era una muchacha, Elizabeth acompañó a su padre a un encuentro de las Seis Naciones y conoció a Benjamin Franklin cuando permaneció brevemente con la familia Schuyler estando de viaje. Se dice que era un poco "masculina" de joven; a lo largo de su vida conservó una fuerte voluntad e incluso una impulsividad que sus conocidos destacaban. James McHenry, uno de los ayudantes de Washington junto con su futuro esposo, diría que "el suyo era un carácter fuerte con su profundidad y calidez, de sentimiento o temperamento controlado, pero brillando por debajo, estallando a veces en alguna expresión enfática." Mucho más tarde, el hijo de Joanna Bethune, una de las mujeres con las que trabajó para fundar un orfanato en un momento posterior de su vida, recordaba que "Ambas [Elizabeth y Joanna] eran de una disposición decidida... La Sra. Bethune la más cauta, la Sra. Hamilton la más impulsiva."

## Matrimonio
A principios de 1780, Elizabeth fue a pasar un tiempo con su tía, Gertrude Schuyler Cochran, en Morristown (Nueva Jersey). Allí conoció a Alexander Hamilton, uno de los edecanes de George Washington, quien estaba estacionado con el general y sus hombres en Morristown para pasar el invierno. (De hecho, se conocieron antes, aunque brevemente, dos años antes, cuando Hamilton cenó con los Schuyler en su viaje de regreso de negociar por encargo de Washington.) También estando en Morristown, Eliza conoció y se hizo amiga de Martha Washington, una amistad que conservarían a lo largo de las carreras políticas de sus esposos. Eliza más tarde diría de la Sra. Washington, "fue siempre mi ideal de una verdadera mujer."
La relación entre Eliza y Hamilton creció rápido, incluso después de que él se marchara de Morristown para una corta misión para negociar un intercambio de prisioneros, solo un mes después de que Eliza hubiese llegado. Entonces regresó a Morristown donde el padre de Elizabeth había llegado también, por su cargo de representante en el Congreso Continental y a principios de abril estaban oficialmente comprometidos, con la bendición de su padre (algo anómalo para las chicas Schuyler —tanto Angelica como Catherine acabarían fugándose). Hamilton siguió al ejército cuando levantaron el campo en junio de 1780. En septiembre de aquel año, Eliza descubrió que el Mayor John André, jefe del servicio secreto británico, había sido capturado en un complot fallido ideado por el general Benedict Arnold para rendir el fuerte de West Point a los británicos. André había sido una vez invitado en la mansión Schuyler en Albany como un prisionero de guerra de camino a Pensilvania en 1775; Eliza, entonces de 17 años, podría haber sentido un enamoramiento juvenil con el joven oficial británico quien una vez había dibujado para ella. Hamilton, aunque celoso de André por sus "cualidades," prometió a Eliza que haría lo que pudiera para tratar al jefe de la inteligencia británica adecuadamente; incluso rogó a Washington que concediera el último deseo de André de ser fusilado, pero sin éxito. Después de dos meses más de separación marcados por su correspondencia, el 14 de diciembre de 1780, Alexander Hamilton y Elizabeth Schuyler se casaron en la mansión Schuyler.
Después de una corta luna de miel en los Pastures, la casa de la infancia de Eliza, Hamilton regresó al servicio militar a principios de enero de 1781. Eliza pronto se unió a su marido en New Windsor, donde estaba entonces estacionado el ejército de Washington, y recuperó su amistad con Martha Washington mientras entretenían a los oficiales compañeros de sus maridos. Pronto, sin embargo, Washington y Hamilton tuvieron un enfrentamiento, y la pareja recién casada se trasladó primero a la casa del padre de Eliza en Albany, luego a una nueva casa al otro lado del río frente al cuartel general de New Windsor. Allí Eliza se ocupó de crear un hogar para ellos y a ayudar a Alexander con sus escritos políticos—partes de su carta de 31 páginas a Robert Morris, exponiendo gran parte del conocimiento financiero que más tarde lo ayudaría en su carrera, está escrito con la letra de ella.
Sin embargo, pronto Eliza tuvo que trasladarse de nuevo, esta vez de vuelta a la casa de sus padres en Albany. Esto posiblemente coincidió con el descubrimiento de que estaba embarazada de su primer hijo, quien nacería en enero siguiente, y lo llamó Philip, por el abuelo materno. Mientras estuvieron separados, Alexander le escribió numerosas cartas diciéndole que no se preocupara por su seguridad; además, le escribió en relación con secretos militares confidenciales, incluyendo en vísperas de la batalla de Yorktown ese otoño. Mientras tanto, la guerra se acercó demasiado a casa, después de que los soldados británicos intentaran saquear los Pastures, donde vivía Eliza junto con Angelica y el resto de su familia. Sin embargo, evitaron todo daño, gracias al rápido pensamiento de su hermana Peggy.
Después de Yorktown, Alexander pudo reunirse con Eliza en Albany, donde permanecerían durante casi otros dos años, antes de trasladarse a la ciudad de Nueva York a finales de 1783. A principios de aquel año, Angelica y su esposo John Barker Church, por razones de negocios, se habían trasladado a Europa. Angelica vivió en el extranjero durante más de catorce años, regresando a Estados Unidos de visita en 1785 y 1789. El 25 de septiembre de 1784, Eliza dio a luz a su primera hija, Angelica, llamada así por la hermana mayor de Eliza.
En 1787, Eliza posó para un retrato, ejecutado por el pintor Ralph Earl mientras él permanecía en prisión por deudas. Alexander había oído hablar de la situación en la que se encontraba Earl y preguntó si Eliza desearía posar para él, lo que le permitiría ganar algo de dinero y al final comprar su salida de la cárcel, lo que hizo posteriormente. En esta época, tenía tres hijos pequeños (el tercero, Alexander, había nacido en mayo de 1786) y puede que estuviera embarazada en aquella época del cuarto, James Alexander, quien nacería en el mes de abril.
Además de sus propios hijos, en 1787 Eliza y Alexander llevaron a su casa a Frances (Fanny) Antill, la hija más joven, de dos años de edad, del amigo de Hamilton el coronel Edward Antill, cuya esposa había muerto recientemente. En octubre de aquel año, Angelica escribió a Alexander, "Todas las gracias con las que te has complacido en adornarme palidecen frente a la acción generosa y benevolente de acoger a la huérfana Antle  [sic] bajo su protección." Dos años más tarde, el coronel Antill murió en Canadá, y Fanny siguió viviendo con los Hamilton durante otros ocho años, hasta que una hermana mayor se casó y pudo llevarse a Fanny a su propia casa. Más tarde, James Alexander Hamilton escribiría que Fanny "fue educada y tratada en todos los aspectos como una hija propia [de los Hamiltons]."
Los Hamilton llevaban una vida social activa, acudiendo a menudo al teatro así como a varios bailes y fiestas. "Tuve poca vida privada por entonces," recordaría. En el primer baile inaugural, Eliza bailó con George Washington; cuando Thomas Jefferson regresó de París en 1790, ella y Alexander celebraron una cena para él. Después de que Alexander se convirtiera en Secretario del Tesoro en 1789, sus deberes sociales solo se incrementaron: "La Sra. Hamilton, la Sra. [Sarah] Jay y la Sra. [Lucy] Knox eran las líderes de la sociedad oficial," escribe un temprano historiador. Además, administraba su casa, y James McHenry una vez llamó la atención a Alexander que Eliza tuviera "tanto mérito como tu tesorero como tú lo tienes como tesorero de los Estados Unidos."

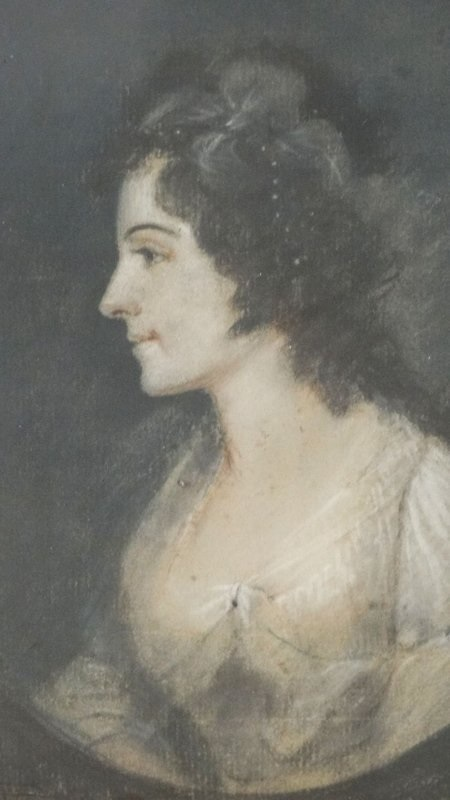
Elizabeth Hamilton, retratada por James Sharples, h. 1795

Eliza siguió ayudando a Alexander a lo largo de su carrera política, sirviendo de intermediaria entre él y su editor cuando estaba escribiendo The Federalist Papers, copiando partes de su defensa del Banco de los Estados Unidos, y sentándose con él de manera que él pudiera leer en alto el discurso de despedida de Washington a ella a medida que lo escribía. Mientras tanto, continuó criando a sus hijos (un quinto, John Church Hamilton, había nacido en agosto de 1792) y mantener la casa a través de múltiples traslados entre Nueva York, Filadelfia y Albany. Estando en Filadelfia, aproximadamente el 24 de noviembre de 1794 Eliza sufrió un aborto por la preocupación por su hijo más joven, que estaba muy enfermo, así como por la ausencia de Hamilton durante la represión armada de la Rebelión del Whisky. Hamilton dimitió del cargo público poco después para volver a practicar la ley en Nueva York y quedarse más cerca de su familia.
En 1797, salió a la luz un lío que Hamilton había tenido años antes con Maria Reynolds, una mujer joven que primero se acercó a él pidiendo ayuda monetaria en el verano de 1791. Eliza evidentemente no creyó los cargos cuando se presentaron primero contra su marido: John Church, su cuñado, el 13 de julio de 1797 escribió a Hamilton que "no le impresiona a ella lo más mínimo, sólo que considera que todo ese conjunto lioso de quienes se oponen a ti como unos [canallas]." After returning home to Eliza on July 22 y reuniendo un primer borrador datado en julio de 1797, El 25 de agosto de 1797 Hamilton publicó un panfleto, más tarde conocido como el panfleto Reynolds, admitiendo su lío adúltero durante un año para rechazar los cargos de que había estado implicado en la especulación y falta de ética pública con el esposo de Maria, James Reynolds.
Eliza estaba por entonces embarazada de su sexto hijo. A pesar de lo avanzado de su embarazo y de su anterior aborto en noviembre de 1794, su reacción inicial al descubrimiento por su esposo de su antiguo lío fue abandonar a Hamilton en Nueva York y unirse a sus padres en Albany donde William Stephen nació el 4 de agosto de 1797. Solamente regresó a su casa marital en Nueva York a principios de septiembre de 1797 porque el médico local no había sido capaz de curar a su hijo mayor Philip, quien la había acompañado a Albany y contraído el tifus. Con el tiempo, Eliza y Alexander se reconciliaron y siguieron casados, y tuvieron otros dos hijos juntos. El primero, Elizabeth, llamada así por Eliza, nació el 20 de noviembre de 1799. Antes de que naciera su octavo hijo, sin embargo, perdieron al primogénito, Philip, quien murió en un duelo el 23 de noviembre de 1801. Después de recibir un disparo en el duelo, Philip fue llevado a la casa de Angelica y John Church, donde murió, con sus padres a su lado. Su último hijo, nacido al siguiente mes de junio, en 1802, fue llamado Philip en su honor.
Solo dos años después, en julio de 1804, Alexander Hamilton se vio implicado en un "asunto de honor" similar, lo que dio lugar al tristemente célebre duelo con Aaron Burr y su muerte prematura. Antes del duelo, escribió dos cartas a Eliza, diciéndole: 

El consuelo de la religión, amada mía, puede por sí mismo consolarte; y tienes derecho a disfrutarlo. Vuela al seno de tu dios y que te reconforte. Con mi última idea; abrigaré la dulce esperanza de encontrarme contigo en un mundo mejor. Adiós, la mejor de las esposas y la mejor de las mujeres. Abraza a todos mis queridos hijos por mi.

 Alexander Hamilton murió el 12 de julio de 1804, con Eliza y sus siete hijos supervivientes a su lado.

## Vida posterior

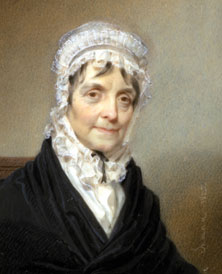
Elizabeth Hamilton, 1825 retrato de Henry Inman

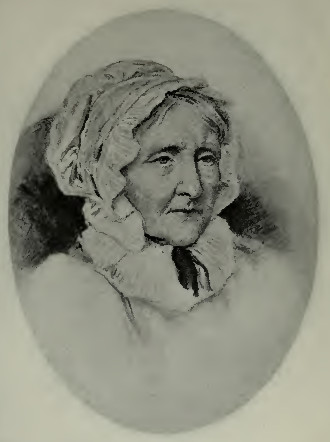
Elizabeth Hamilton con 94 años

En el año anterior al duelo, la madre de Eliza, Catherine, había muerto de repente, y solo unos pocos meses después de la muerte de Hamilton, falleció también el padre de Eliza. Para entonces dos de sus hermanos, Peggy y John, también habían muerto.
Después de la muerte de su esposo en 1804, Eliza se quedó para pagar las deudas de Hamilton. The Grange, su casa en una finca de 14 hectáreas en Manhattan superior, fue vendida en pública subasta; sin embargo, fue más tarde capaz de recomprarla a los albaceas de Hamilton, quienes habían decidido que Eliza no podía ser públicamente desposeída de su hogar, y la compraron ellos mismos para revendérsela a ella a mitad de precio. En noviembre de 1833, a los 76 años de edad, Eliza volvió a vender The Grange por 25.000 dólares, obteniendo fondos para adquirir una casa en la ciudad de Nueva York (hoy llamada la Casa Hamilton-Holly) donde vivió durante nueve años con dos de sus hijos mayores, Alexander Hamilton Jr. y Eliza Hamilton Holly, y sus cónyuges. En 1848, se trasladó de Nueva York a Washington, D. C., donde vivió con su hija viuda Eliza hasta 1854.
En 1798 Eliza había aceptado la invitación de su amiga Isabella Graham de unirse a una sociedad. En 1806, dos años después de la muerte de su esposo, ella, junto con otras mujeres incluyendo Joanna Bethune, fundaron la Orphan Asylum Society. Eliza fue nombrada segunda directora o vicepresidenta. En 1821, fue nombrada primera directora, y desempeñó el cargo durante veintisiete años, hasta que dejó Nueva York en 1848. Para cuando se marchó, había estado con la organización de forma continuada desde su fundación, un total de 42 años.  La Orphan Asylum Society de Nueva York sigue existiendo como una agencia de servicios sociales para niños, hoy llamada Graham Windham.
Eliza defendió a Alexander de sus críticos en toda una variedad de formas después de su muerte, incluyendo la defensa de su pretensión de ser el autor del Discurso de despedida de George Washington y pidiendo una rectificación a James Monroe sobre sus acusaciones de impropiedades financieras.

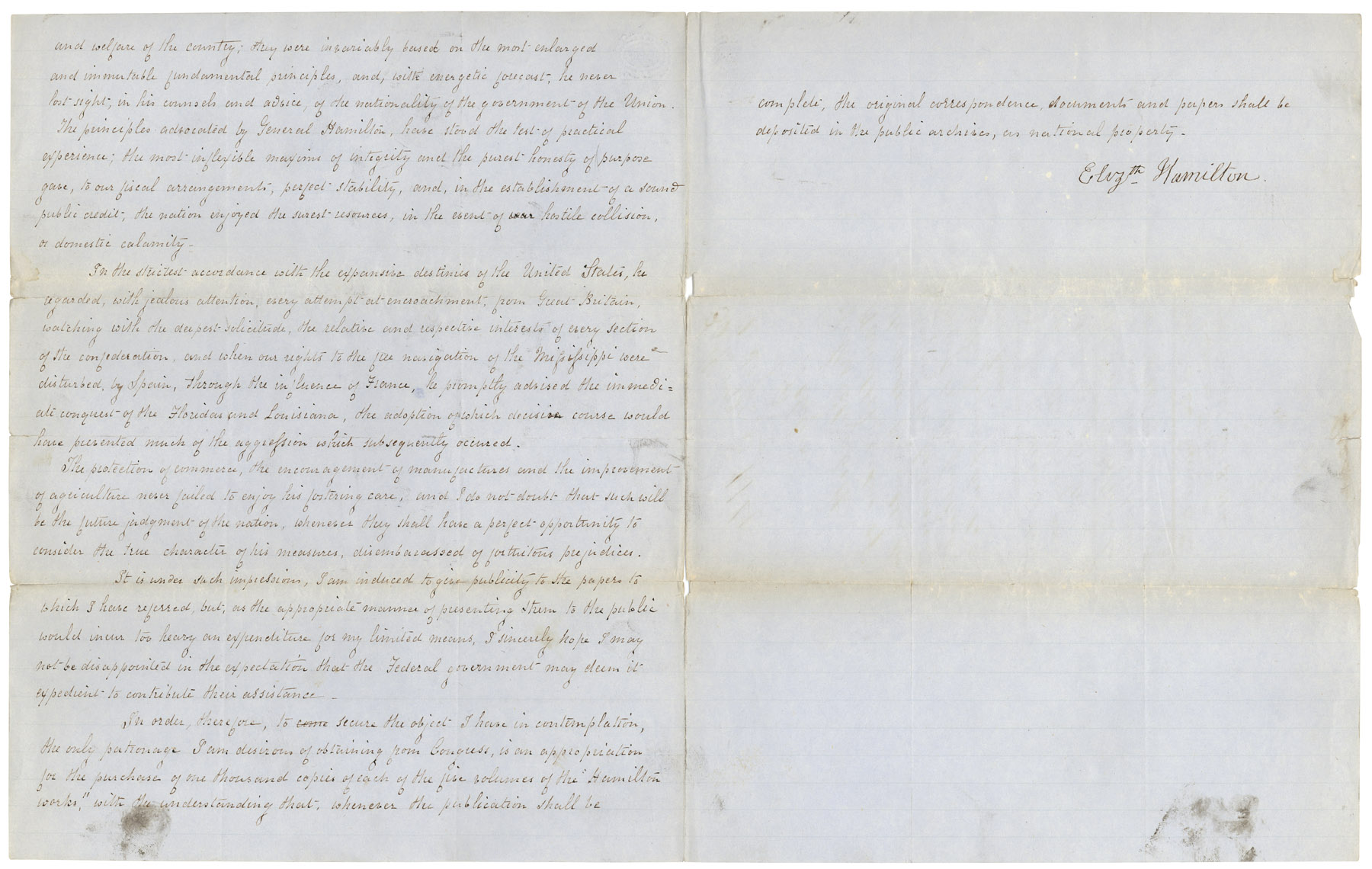
Petición de Elizabeth Hamilton al Congreso para publicar los escritos de su esposo Alexander Hamilton (1846)

Eliza siguió dedicada a preservar el legado de su esposo. Reorganizó todas las cartas de Alexander, sus papeles y escritos con la ayuda de su hijo, John Church Hamilton, y perseveró a pesar de las contrariedades en conseguir que se publicara su biografía. Estaba tan dedicada a los escritos de Alexander que llevaba un pequeño paquete alrededor del cuello conteniendo piezas de un soneto que Alexander escribió para ella en los primeros años de noviazgo. Incluso cuando tenía noventa años, siguió dedicada a obras de caridad, y después de trasladarse a Washington, D. C., ayudó a Dolley Madison a reunir dinero para construir el monumento a Washington.

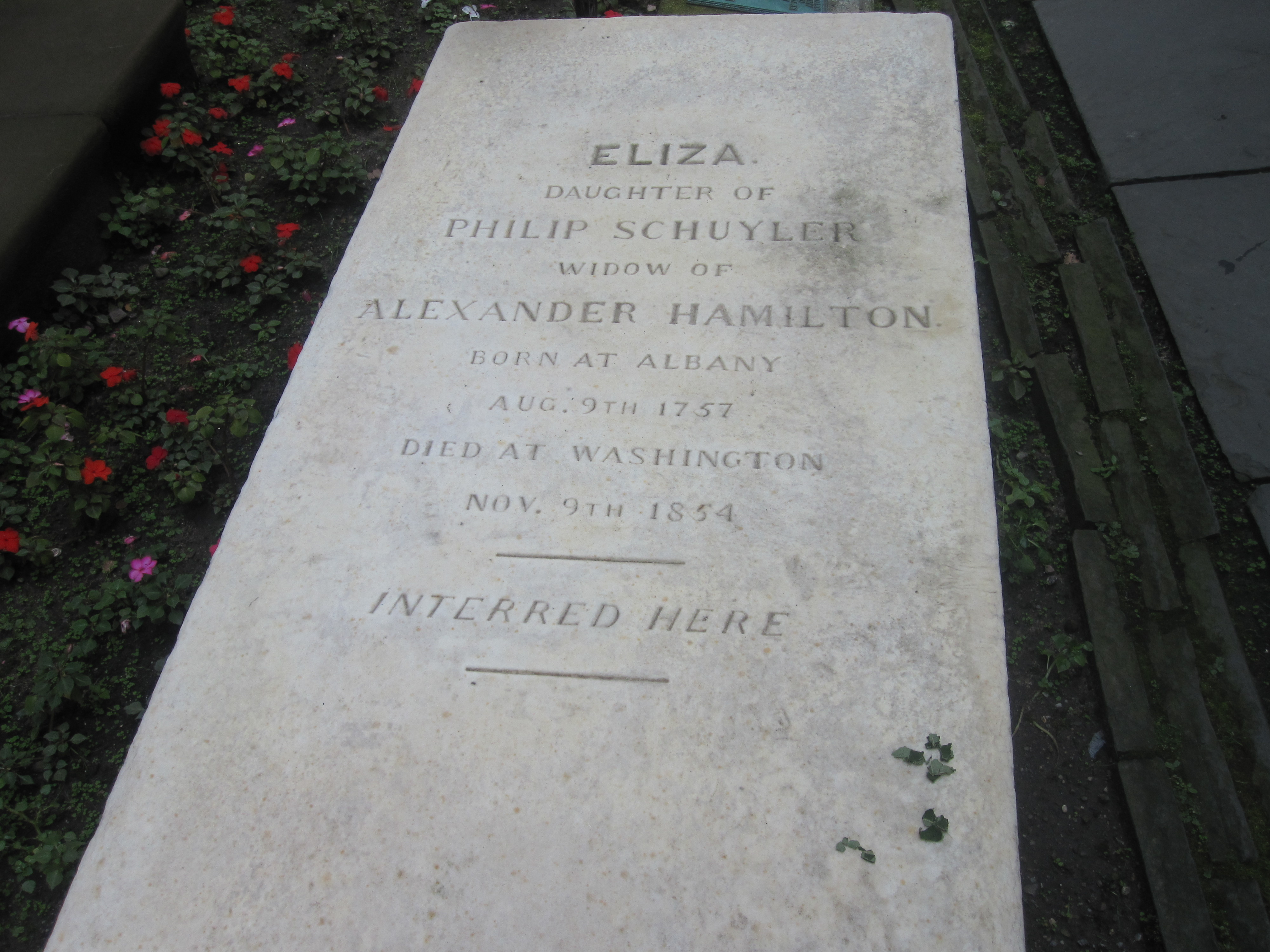
Tumba en la iglesia de la Trinidad

Para 1846 Eliza sufría de pérdidas de memoria de corta duración pero aún recordaba vívidamente a su esposo. Eliza murió en Washington, D. C. el 9 de noviembre de 1854, a los 97 años de edad. Había sobrevivido a su esposo cincuenta años, y a todos sus hermanos salvo uno (su hermana menor, Catherine, 24 años más joven que ella). Eliza fue enterrada cerca de su esposo en el camposanto de la iglesia de la Trinidad en Nueva York. Angelica fue también enterrada en la Trinidad, en la cripta privada de los Livingston, mientras que el hijo mayor de Eliza, Philip tuvo una tumba sin marcar cerca del cementerio.

## Descendencia
Elizabeth y Alexander Hamilton tuvieron ocho hijos:
- Philip (22 de enero de 1782 – 23 de noviembre de 1801), quien murió en un duelo tres años antes que su padre[1]
- Angelica (25 de septiembre de 1784 – 6 de febrero de 1857), sufrió una crisis nerviosa después de la muerte de su hermano mayor, y vivió hasta los 72 años en un estado descrito como de "eterna infancia," incapaz de cuidar de sí misma[58][59]
- Alexander, Jr. (16 de mayo de 1786 – 2 de agosto de 1875)
- James Alexander (14 de abril de 1788 – 24 de septiembre de 1878)
- John Church (22 de agosto de 1792 – 25 de julio de 1882)
- William Stephen (4 de agosto de 1797 – 9 de octubre de 1850)
- Eliza (20 de noviembre de 1799 – 17 de octubre de 1859), que se casó con Sidney Augustus Holly
- Philip, también llamado "Little Phil" (1 de junio de 1802 – 9 de julio de 1884), recibió el mismo nombre que su hermano el mayor, que había muerto un año antes de su nacimiento

Los Hamilton también criaron a Frances (Fanny) Antill, una huérfana que vivió con ellos durante diez años desde 1787 cuando tenía dos años de edad.

## En la cultura popular
- Doris Kenyon interpretó a Eliza en la película de 1931 Alexander Hamilton.
- El personaje de la esposa de Hamilton también aparece en la serie de televisión de 1986 George Washington II: The Forging of a Nation donde la llamaban afectuosamente Betsy y la interpretaba Eve Gordon.[60][61]
- Eliza aparece en el musical de Broadway Hamilton de 2015, que fue escrito por Lin-Manuel Miranda y representa la vida de Alexander Hamilton. El papel fue originalmente interpretado por Phillipa Soo, quien recibió una nominación en 2016 a los Premio Tony por su trabajo en la obra.[62] La representación de Eliza en el musical ha atraído alabanzas de críticos y comentaristas por enfatizar tanto su importancia en la vida de su esposo como su propio trabajo al propagar su legado, un enfoque que comparte con su inspiración y fuente, la biografía de Ron Chernow de 2004 de Alexander Hamilton.[63]